# Manoel de Andrade
Manoel Paulo de Andrade Neto (Jaçanã, 2 de setembro de 1953) é um advogado, geógrafo, sindicalista e político brasileiro. Integrou a Câmara Legislativa do Distrito Federal de 1991 a 1998, durante sua primeira e segunda legislaturas.

## Biografia
Andrade se mudou para Brasília em 1973. Graduou-se em direito e geografia. Trabalhou como motorista de táxi e integrou o Sindicato dos Taxistas, presidindo-o por cinco mandatos. Na eleição de 1990, na época filiado ao Partido Trabalhista Renovador (PTR), elegeu-se deputado distrital com 5.623 votos.
Na eleição de 1994, Andrade foi reeleito, pelo Partido do Movimento Democrático Brasileiro (PMDB), para a Câmara Legislativa com 9.689 votos. De 1995 a 1996, foi o primeiro secretário da casa e presidiu a Comissão de Constituição e Justiça em 1993. Concorreu à reeleição no pleito de 1998, mas não obteve êxito.
Após o término de seu mandato no legislativo distrital, Andrade foi secretário de Administração e em 2000 foi designado para o Tribunal de Contas do Distrito Federal (TCDF). Foi indicado para o cargo pelo governador Joaquim Roriz.
Em 2019, o Superior Tribunal de Justiça manteve a condenação de Andrade por improbidade administrativa, referente à acusação de que teria retido irregularmente um processo no qual mantinha interesses pessoais.